# Bhakti Marga (Religionsgemeinschaft)
Bhakti Marga (Sanskrit, „Weg der Hingabe, Bhakti“) ist eine hinduistisch-synkretistische neue religiöse Bewegung mit Hauptsitz in Springen im Taunus. Sie wurde 2005 von Swami Vishwananda gegründet, der von seinen Anhängern als Paramahamsa Sri Swami Vishwananda bezeichnet wird. Ende 2022 hatte Bhakti Marga nach eigenen Angaben etwa 10.000 Anhänger und zwischen 30 und 50 Ashrams weltweit.

## Lehre und Rituale

### Vishnuismus

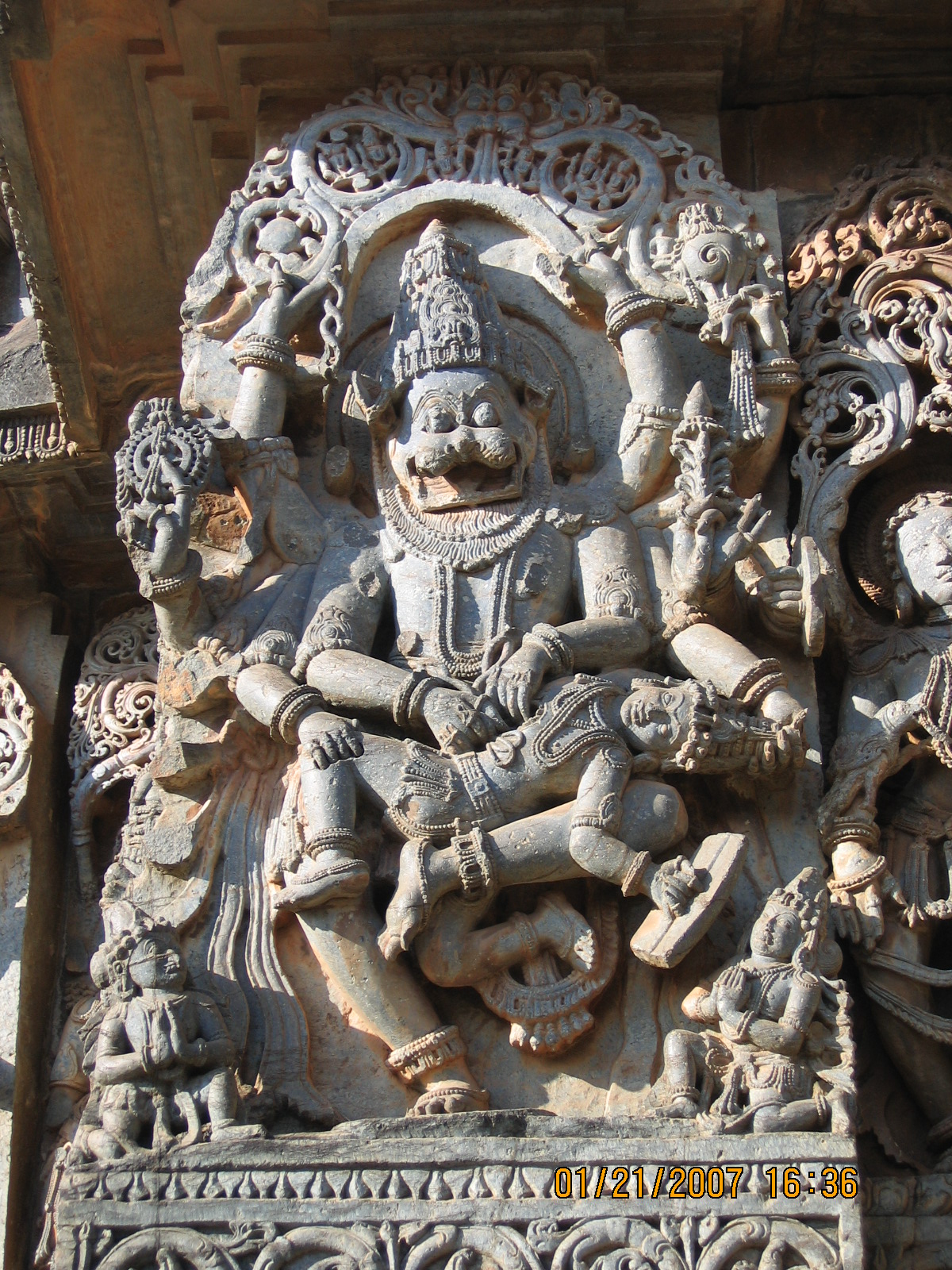
Der wilde Gott Narasimha, ein Avatar Vishnus, ist eine der Hauptgottheiten von Bhakti Marga.

Bhakti Marga verortet sich selbst in der Tradition des Sri Vaishnava, einer hinduistischen Unterströmung. Diese vertritt als Philosophie den Vishishtadvaita, übersetzt etwa qualifizierter Monismus. Demnach sind alle Seelen ein Teil Gottes, und können ihn reflektieren, jedoch sind sie nicht mit ihm identisch. Dadurch unterscheidet es sich von dem im Westen bekannteren Advaita Vedanta, der Lehre der Nicht-Dualität. Ziel der Lehre ist es, die Seele durch Hingabe an Gott zu reinigen.
Hierzu dienen für den Hinduismus allgemein charakteristische Formen des Gottesdienstes wie das Wiederholen von Mantras, das Singen von Bhajans, Rituale (Pujas und Yajnas), und selbstloses Dienen (Karma-Yoga), aber auch andere künstlerischen Aktivitäten wie Tanzen und Malerei.
Durch die oben genannten Tätigkeiten soll eine persönliche Beziehung der Seele zu Gott, oder einer seiner unzähligen Formen, aufgebaut werden. Jeder Bhakti Marga-Ashram besitzt mindestens einen Tempel, der oft mehrere Gottheiten beherbergt. Diese werden in täglichen Ritualen (Pujas) verehrt.
Die Hauptgottheiten im Sri Vaishnava sind Narayana und Lakshmi, die auch in den Bhakti-Marga-Tempeln verehrt werden. Es werden aber auch viele weitere Gottheiten verehrt, die zum Teil dem Vaishnava-Pantheon zugehörig sind (Radha und Krishna), zum Teil aber auch nicht, wie etwa Shiva oder Kali.

### Guruverehrung
Im Haupttempel der Gemeinschaft, dem Bhutabhrteshwarnath Mandir in Springen, werden neben verschiedenen Hindugottheiten zwei Gurus als „die Meister“ verehrt: zum einen Mahavatar Babaji, zum anderen Ramanuja, auf deren Lehren Bhakti Marga nach Angaben der Gemeinschaft basiert. Mahavatar Babaji ist jedoch eine mythologische, historisch nicht greifbare Gestalt; des Weiteren wird die Zugehörigkeit Bhakti Margas zu Ramanujas Sri-Vaishnava-Tradition von Anhängern dieser Tradition bestritten (siehe Kontroversen). Der Gründer und spirituelle Meister der Gemeinschaft, Vishwananda, ist ein Schüler des umstrittenen indischen Gurus Sathya Sai Baba.
Vishwananda wird im Bhakti Marga als persönliche Verkörperung von Bhakti, der liebenden Hingabe, gesehen. Laut einer von Bhakti Marga herausgegebenen Broschüre zur Initiation ist Vishwananda eine Inkarnation Narayanas und somit eine Form des Göttlichen, die über allen anderen Göttern steht. Auch ein Katalog zu vom Guru gemalten Bildern vertritt diesen Standpunkt. Vishwananda selbst gab in einer eidesstattlichen Erklärung vor dem Hamburger Landgericht an, er habe niemals behauptet, Gott zu sein, und würde den Glauben an seine Göttlichkeit nicht von seinen Anhängern erwarten. Ein mittlerweile entferntes Dokument auf der Homepage von Bhakti Marga vertrat den Standpunkt, dass die Devotees ihre eigenen Gefühle zu Aussagen des Gurus vollständig ignorieren sollten.
Auch wundertätige Kräfte werden dem Guru zugeschrieben, so habe er in der Vergangenheit angeblich Stigmata, z. B. zu Ostern, aufgewiesen. Vishwananda könne außerdem kleinere Gegenstände und Schmuckstücke materialisieren, indem er sie hervorwürge.

### Bezüge zum Christentum
Vishwananda ist christlich getauft und behauptete um die Jahrtausendwende, Nachrichten von Jesus und Maria zu empfangen.
Der Ashram in Springen enthält eine russisch-orthodoxe Kapelle, in der sich auch Reliquien christlicher Heiliger befinden (siehe Kontroversen). Es ist im synkretistischen System des Hinduismus nicht unüblich, dass Christus als Avatar von Vishnu angesehen wird. Allerdings finden in der Kapelle derzeit keine liturgischen Gottesdienste mehr statt.

### Initiation
Bei Bhakti Marga gibt es verschiedene Einweihungen, z. B. die Initiation zum Devotee, Brahmachari oder zum Swami. Bei der Einweihung von Brahmacharis sollen teilweise Brandings verwendet werden, eine in der Shri Vaishnava verbreitete Tradition.

## Zentren
Der augenblickliche weltweite Haupt-Ashram, Shree Peetha Nilaya, befindet sich in Springen (Heidenrod) in Hessen. Weitere Tempel stehen unter anderem in Kirchheim sowie in West Elmira, New York.

## Just Love Festival
Seit 2015 veranstaltet Bhakti Marga jedes Jahr auf dem Gelände des Springener Ashrams das Just Love Festival, zu dem bis zu 3000 Besucher kommen. Die Dauer des Festivals variiert zwischen drei und zehn Tagen. Während des Festes spielen verschiedene spirituelle Musikgruppen aus verschiedenen Ländern, hauptsächlich Bhajans und Kirtans, diese können jedoch unterschiedlich interpretiert werden, so werden Sanskrit Hymnen auch gerappt. Die Veranstaltung ist meist im Sommer. Im Mittelpunkt des Festes steht Guru Purnima, ein hinduistisches Fest, das jedes Jahr zu Ehren des Gurus an einem Vollmondtag abgehalten wird. Als Rahmenprogramm gibt es Ausstellungen von Kunsthandwerk, einen Bazar, ein veganes Restaurant, sowie diverse Lehrvorträge und Workshops von Bhakti Marga-Lehrern. „Just Love“, etwa „Einfach nur Liebe“ ist auch der Slogan von Bhakti Marga. Er soll das Ideal der Bewegung ausdrücken, das Liebe ins Zentrum des Lebens stellt; die Liebe zu Gott, aber auch die Liebe zum Guru oder der Gemeinschaft.

## Kontroversen

### Reliquien-Diebstahl in der Schweiz
Im Jahr 2001 stahl Vishwananda in 25 Schweizer Kirchen und Klöstern mit zwei Jüngerinnen Reliquien. Als Grund wurde ein angeblich bevorstehender „Reliquienkrieg“ und der befürchtete Missbrauch der Reliquien für Schwarze Magie angegeben. Nach Aussage des Geschäftsführers von Bhakti Marga ist Swami Vishwananda in der Schweiz wegen Störung der Totenruhe vorbestraft.

### Vorwürfe sexueller Übergriffe
Es sind Vorwürfe früherer Anhänger bekannt, die sexuelle Aktivitäten des Gurus mit etwa 15 Schülern, darunter Jugendlichen, belegen sollen. In mindestens zwei Fällen handle es sich dabei um Vergewaltigungen. Sektenbeauftragte der Evangelische Zentralstelle für Weltanschauungsfragen berichteten von sexuellen Übergriffen im Graubereich zwischen freiwilliger Zustimmung und erzwungenem Gehorsams gegenüber dem Guru. Anhänger seien psychisch und emotional manipuliert worden. Dies führte 2008 dazu, dass mehr als die Hälfte der Anhänger die Gemeinschaft verließen, auch weil die Aktivitäten Vishwanandas im Konflikt mit dem selbst auferlegten Zölibat der Gemeinschaft standen.
In einer Dokumentation des Hessischen Rundfunks vom Januar 2022 wurden mehrere ehemalige Anhänger interviewt und dem Guru wurde sexueller Missbrauch vorgeworfen. Die Staatsanwaltschaft Wiesbaden bestätigte mehrere Anzeigen, die jedoch nicht zu Anklagen geführt hätten. Vishwananda bestritt die Vorwürfe.
Laut der Dokumentation soll ein US-amerikanischer Bhakti Marga-Anhänger von Vishwananda sexuell missbraucht worden sein. Danach habe er einen Suizidversuch unternommen, indem er aus einem Fenster sprang. Der Hessische Rundfunk unternahm vor der Veröffentlichung allerdings keinen Versuch, mit dem Anhänger in Verbindung zu treten. Dieser gab in einer eidesstattlichen Versicherung an, dass er selbst sicher keinen sexuellen Kontakt zu Vishwananda gehabt habe. Der Sprung aus dem Fenster sei kein Suizidversuch gewesen, sondern Ergebnis von Wahnvorstellungen aufgrund einer „Art Schizophrenie“. Der Anhänger erwirkte im Februar 2022 vor dem Landgericht Hamburg eine einstweilige Verfügung, die dem HR untersagt, die diesbezüglichen Behauptungen zu wiederholen. Der HR kündigte an, das Ergebnis nicht anzufechten, da die Passagen für die Kernaussage der Dokumentation nicht wichtig seien. Man sei auch davon ausgegangen, dass der Betroffene nicht erkennbar sei und somit alle Persönlichkeitsrechte gewahrt seien. Deswegen habe man die Person auch nicht kontaktiert, was man „in der Rückschau als Versäumnis“ einstufe. Die umstrittene Aussage wurde aus der Podcastfolge entfernt.
In einem Rechtsstreit zwischen Bhakti Marga und dem HR erließ das Landgericht Hamburg im März 2022 sieben einstweilige Verfügungen, die öffentliche Behauptungen über sexuelles Fehlverhalten untersagten. Vishwananda reichte bei Gericht eine eidesstattliche Erklärung ein, in der er erklärte, dass er niemals eine Person sexuell genötigt habe. Andere Verfügungen wurden jedoch vom Gericht zurückgewiesen, zum Beispiel durfte berichtet werden, dass der Guru Hingabe und sexuelle Kontakte zu jungen Männern suchte. Berichte über Machtmissbrauch und die Einstufung der Organisation als totalitär wurden vom Gericht als legitime Meinungen angesehen. Die Einschätzung, dass ehemalige Mitglieder noch immer traumatisiert seien und leiden würden, wurde ebenfalls zugelassen. Am 23. März 2024 berichtete das ZDF Magazin Royale über diese Vorwürfe und die Rechtsfolgen.
Gegen die im März 2022 erlassenen Verfügungen legte der Hessische Rundfunk Berufung vor dem Oberlandesgericht Hamburg ein, wobei unter anderem eidesstattliche Versicherungen der Interviewten vorgelegt wurden. Das Gericht gab dem Sender in einigen Punkten recht. Der Hessische Rundfunk wertete dies als Erfolg und kündigte an, weitere juristische Schritte zu unternehmen. Alle sechs Folgen der Podcasts sind wieder online, jedoch wurden einige stark gekürzt. Die TV-Dokumentation war im April 2025 noch nicht wieder aufrufbar.

### Kritik des Sri Vaishnava
Vishwananda gibt an, in der Tradition der Sri Vaishnava Sampradaya zu stehen, und in deren Namen Einweihungen vorzunehmen. Offizielle Vertreter des Sri Vaishnava halten ihn jedoch nicht dazu befugt, im Namen dieser Tradition zu lehren. Eine Online-Petition wurde gestartet, den Begriff 'Sri Vaishnava' von der Webseite Bhakti Margas zu entfernen. Mittlerweile hat Vishwananda jedoch seine eigene Sampradaya gegründet, die er Hari Bhakta Sampradaya nennt, und die an die Shri Sampradaya anknüpft.

### Distanzierung der russisch-orthodoxen Kirche
Außerdem gab Vishwananda vor, Bischof der russisch-orthodoxen Kirche zu sein. So unterhält Bhakti Marga in Springen eine Kapelle im russisch-orthodoxen Stil, die auch eine Truhe mit Reliquien enthält. Tatsächlich wurde Vishwananda von der Apostolisch Orthodoxen Kirche (AOC), möglicherweise ein kleiner Ableger der Russisch-Orthodoxen Kirche, ursprünglich zum Priester Michael geweiht. Mittlerweile wurde er jedoch von der Katholisch Orthodoxen Apostolischen Kirche (COAC), einer Abspaltung der AOC, exkommuniziert. Als Grund wurde u. a. die Ernennung Vishwanandas zum Mahamandaleshwara, einen hinduistischen Würdenträger, genannt. Die Kausa Vishwananda war eine der Ursachen der Abspaltung der COAC.

### Om-Chanting in KZ-Gedenkstätten
Am 17. März 2018 führte Bhakti Marga ein Om-Gruppenchanting in der Gedenkstätte des KZ Buchenwald durch, was bereits im Vorfeld zu Protesten führte. Gemäß einer Sprecherin sei dieses 'Reinigungsritual' notwendig, da die begangenen Verbrechen auf den astralen Ebenen noch immer gegenwärtig seien. Entsprechende Om-Chanting-Sessions gab es auch an anderen Orten ehemaliger Konzentrationslager, etwa am 10. Dezember 2016 in der Gedenkstätte des KZ Mauthausen in Österreich. Kritiker sehen darin eine Instrumentalisierung des Holocaust.
Es gibt jedoch auch Stimmen, die die Aktionen der Gemeinde gutheißen: Der Vorsitzende der Jüdischen Gemeinde in Thüringen, Deutschland, Reinhard Schramm, erklärte, er habe keine Probleme mit der Organisation und bezeichnete sie sogar als "Partner" im Kampf gegen ethnischen und religiösen Rassismus und Fremdenfeindlichkeit. In Österreich erklärte das für Gedenkstätten zuständige Innenministerium, die Denkmäler stünden jedem offen, der "die Würde des Ortes" respektiere. Willi Mernyi, der Vorsitzende des Mauthausen-Komitees, das die Gedenkstätte betreut, sagte, er sehe den Gedenkprozess als einen Akt des Respekts und wolle die Organisation dafür nicht kritisieren. Rikola-Gunnar Lüttgenau, ein Sprecher der Gedenkstätte Buchenwald, erklärte, dass protestantische, katholische und jüdische Gruppen in der Gedenkstätte beten dürften und die Organisation daher nicht daran gehindert werde, ihre Aktivitäten auf dem Gelände durchzuführen. Eine von der Gedenkstättenleitung durchgeführte Untersuchung habe keinen Verstoß der Organisation gegen die Regeln der Gedenkstätte ergeben.

### Eigenschaften einer Sekte
Friedmann Eißler, ein Mitarbeiter der Evangelische Zentralstelle für Weltanschauungsfragen, schreibt Bhakti Marga sektenhafte Strukturen zu. So sei der absolute Führungsanspruch des Meisters typisch für Sekten, ebenso wie die Tendenz, Mitglieder von der Außenwelt zu isolieren sowie eine „Wir gegen die“-Mentalität. Alexandra Stein von der Universität London führt an, dass die Kontrolle über das Sexualleben, also über Heirat, Zölibat, aber auch sexuelle Beziehungen zum Meister ein typisches Kontrollelement in Sekten ist. Ehemalige Mitglieder hatten berichtet, dass Vishwananda Paare zusammenführen und auch wieder trennen würde. Außerdem würde der Guru Love Bombing anwenden, einer Taktik Neuankömmlinge mit Liebe und Aufmerksamkeit zu überhäufen, um sie so an die Gruppe zu binden. Vorgebliche Wunder Vishwanandas, wie die Materialisationen kleinerer Gegenstände oder das angebliche „Gebären“ eiförmiger Lingams aus dem Mund, werden vom Psychologen und Sektenexperten Dieter Rohmann als eine Form des Gaslighting angesehen, bei dem der Realitätssinn und das Selbstbewusstsein des Mitglieds bewusst deformiert werden würde.

### Verbindungen zur Querdenker-Szene
Im Bhakti-Marga-Zentrum in Kirchheim fanden bereits mehrere Kongresse von Impfgegnern und Verschwörungstheoretikern statt. Wie die Webseite der Tagesschau berichtete, pflegen hier Bhakti-Marga-Anhänger Kontakte zur Reichsbürger-Szene. Zwar distanziert sich Bhakti Marga offiziell durch ihren Anwalt von der Querdenkerbewegung, jedoch wurden die Tickets für beide Kongresse über die offizielle Bhakti-Marga-Webseite verkauft. Außerdem war in beiden Fällen der Leiter des Kirchheimer Ashrams – Peter Maier (Swami Madhava) – Referent. Laut Anwalt repräsentiert Peter Maier als Referent nur seine Privatmeinung, jedoch ist er als deutscher Landesswami von Bhakti Marga verantwortlich für deren Lehrtätigkeit in Deutschland. Bereits früher berichtete T-Online darüber, dass die Spendengelder des bekannten Querdenkers Bodo Schiffmann für die Opfer der Flutkatastrophe im Ahrtal in Höhe von 700.000 Euro von einem Verein übernommen würden, der von „Sanjana A.“, einem Mitglied Bhakti Margas gegründet worden war. Bhakti Marga bestreitet, mit diesem Verein verbunden zu sein. Der Verein trat jedoch im letzten Moment von der Übernahme zurück.